# 山梨県道36号笛吹市川三郷線
山梨県道36号笛吹市川三郷線（やまなしけんどう36ごう ふえふきいちかわみさとせん）は、山梨県笛吹市から西八代郡市川三郷町に至る県道（主要地方道）である。

## 概要
かつては八代芦川三珠線であったが、2004年（平成16年）10月12日に東八代郡八代町が、2006年（平成18年）8月1日に芦川村が、合併により笛吹市に、2005年（平成17年）10月1日に三珠町が合併により市川三郷町になったため、路線名が現在の笛吹市川三郷線に変更された。
甲府盆地から御坂山地の鳥坂峠（標高約1,070ｍ）直下まで一気に登り、同峠を新鳥坂トンネルで抜け、旧芦川村を経て芦川渓谷沿いに市川三郷町まで至る、半環状の形をした路線である。渓谷や河川に沿って建設されており、山岳区間が連続している。なお新鳥坂トンネルの旧芦川村側に河口湖方面との連絡路である若彦トンネルへ接続する交差点がある。

### 路線データ
- 起点：山梨県笛吹市八代町南（森の上交差点、山梨県道34号白井甲州線交点）
- 終点：山梨県西八代郡市川三郷町上野（芦川駅入口交差点、山梨県道3号甲府市川三郷線交点）
- 延長：約35.5 km

## 歴史
- 1993年（平成5年）5月11日 - 建設省から、県道芦川八代線の一部・県道上芦川上九一色線・県道梯三珠線が八代芦川三珠線として主要地方道に指定される[1]。

## 路線状況

### 重複区間
- 国道358号（甲府市古関町 - 甲府市梯町）
- 山梨県道113号甲府精進湖線（甲府市古関町 地内）

## 地理

### 通過する自治体
- 笛吹市
- 甲府市
- 西八代郡市川三郷町

### 交差する道路

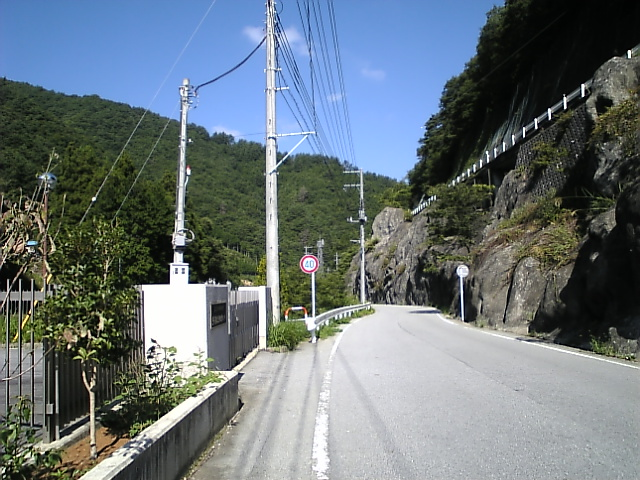
国道358号（重複区間）との分岐付近

- 山梨県道34号白井甲州線（笛吹市八代町南・森の上交差点、起点）
- 山梨県道305号竹居御坂線（笛吹市八代町竹居）
- 山梨県道719号富士河口湖芦川線（笛吹市芦川町上芦川）
- 国道358号（甲府市古関町）
- 山梨県道113号甲府精進湖線（甲府市古関町）
- 山梨県道113号甲府精進湖線（甲府市古関町）
- 国道358号（甲府市梯町）
- 金川曽根広域農道
- 山梨県道3号甲府市川三郷線（西八代郡市川三郷町上野・芦川駅入口交差点、終点）

### 沿線にある施設など
- ウッドストックカントリークラブ
- 笛吹市立芦川小学校
- 笛吹市立芦川中学校
- 中芦川郵便局
- 笛吹市役所 芦川支所
- 芦川渓谷
- 甲府市役所 上九一色出張所
- 下九一色郵便局
- 芦川駅